# Poulet au gingembre
 (juin 2016).
Le poulet au gingembre (en vietnamien : gà kho gừng, littéralement « poulet mijoté au gingembre ») est un plat typique de la cuisine d’Extrême-Orient, en particulier du Vietnam.
Dans sa version vietnamienne, le poulet au gingembre allie la saveur puissante du nuoc-mâm, épicée du gingembre et douce du miel.

## Ingrédients
Les ingrédients nécessaires à sa préparation comprennent :
- cuisses, ailes ou blancs de poulet
- gingembre
- poudre de piment ou piment frais
- oignons
- échalotes
- sel ou nuoc-mâm
- miel
- huile

En général, on laisse mariner le poulet avec des épices un jour avant et le fait cuire au moins une heure. Le miel est ajouté à la fin de la cuisson. Par ailleurs, on peut ajouter un petit peu de curcuma en poudre afin que le plat ait une couleur dorée. Ce plat est souvent mangé avec du riz.